# Teddy Charles

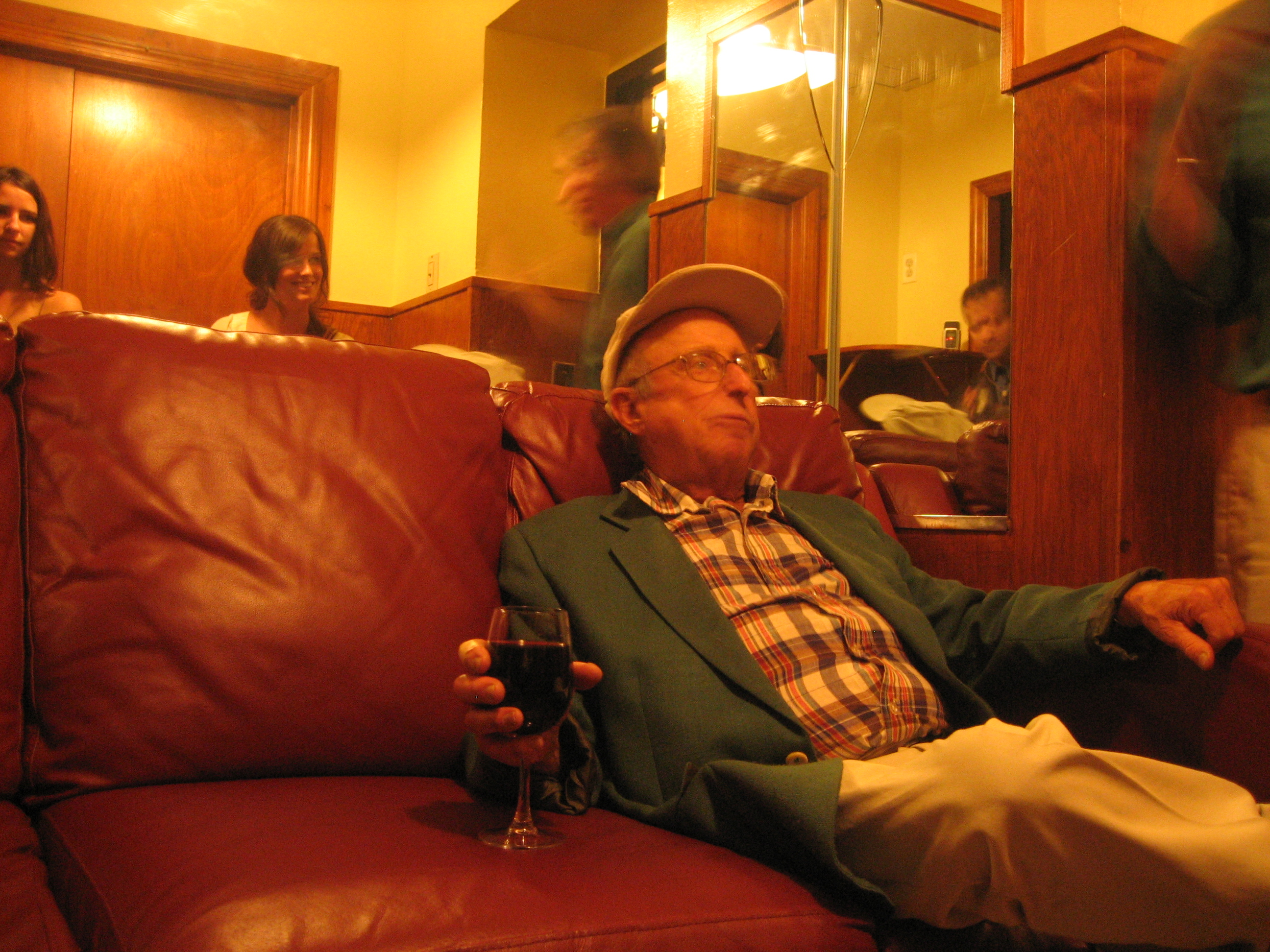
Teddy Charles 2008 im Iridium Jazz Club

Teddy Charles (* 13. April 1928 in Chicopee Falls, Massachusetts; † 16. April 2012 in Riverhead, New York eigentlich Theodore Charles Cohen) war ein US-amerikanischer Jazzmusiker (Vibraphon), Komponist und Musikproduzent.

## Karriere
Charles lernte bei seiner Mutter Piano und studierte ab 1946 Schlagzeug an der Julliard School of Music. Von 1948 bis 1951 arbeitete er in verschiedenen Big Bands, so der von Benny Goodman, Chubby Jackson, Artie Shaw und bei Buddy DeFranco (Crosscurrents). Während seines anschließenden Kompositionsstudiums arbeitete er mit Anita O’Day, Roy Eldridge, Hall Overton, Slim Gaillard und Oscar Pettiford in kleinen Besetzungen.
Er leitete ab 1953 ein eigenes Quartett und gehörte neben Teo Macero und Charles Mingus zum Jazz Composers’ Workshop, mit dem er 1955 und 1956 auf dem Newport Jazz Festival auftrat. 1956 erweiterte er seine Formation zum Tentett und nahm mit ihr Arrangements von Gil Evans, George Russell, Jimmy Giuffre, Bob Brookmeyer und Mal Waldron auf (The Teddy Charles Tentet). 1957 war er an den Gunther Schullers Aufführungen in der Brandeis University und 1959 er an den Aufnahmen von Mingus Dynasty beteiligt.
Bis etwa 1963 spielte er noch mit eigenen Gruppen, zu denen häufig Jimmy Raney, Addison Farmer und Mal Waldron oder Harold Danko gehörten und war gelegentlich auch an Aufnahmen von Pepper Adams, Aretha Franklin oder Eric Kloss beteiligt. Anschließend arbeitete er vorrangig als Musikproduzent, wobei er häufig auf eigene Kompositionen zurückgriff.
Charles gehörte zu den ersten Third-Stream-Komponisten und galt als Innovator. Er schrieb unter anderem „Words from Bird (In Memoriam - Charlie Parker“). 1965 gründete er das Plattenlabel Polaris. Neben konventionellen Besetzungen (z. B. Paarungen von Trompete und Saxophon, wie bei Booker Little und Booker Ervin) kombinierte er auch drei Trompeten mit der Rhythmusgruppe oder John Coltrane mit drei Baritonsaxophonen (Dakar). Er arrangierte auch für Dion DiMucci und für Miles Davis, mit dem er auf der Platte Blue Moods zu hören ist.
In den späten 1960ern kehrte Charles der Musikszene den Rücken und widmete sich in der Karibik dem Segeln. In den späten 1980ern kehrte er als wieder als Musiker auf die Bühne zurück und besuchte auch Europa. Er trat in den letzten Jahren, in denen er in Riverhead auf Long Island lebte, auch im Trio mit Perry Robinson und Ed Schuller auf.

## Diskographische Hinweise
- Teddy Charles Tentet (mit Peter Urban, Don Butterfield, Gigi Gryce, J. R. Monterose, George Barrow, Mal Waldron, Jimmy Raney,  Teddy Kotick, Joe Harris; 1956)

## Lexigraphische Einträge
- Carlo Bohländer, Karl Heinz Holler, Christian Pfarr: Reclams Jazzführer. 5., durchgesehene und ergänzte Auflage. Reclam, Stuttgart 2000, ISBN 3-15-010464-5.
- Ian Carr, Digby Fairweather, Brian Priestley: Rough Guide Jazz. Der ultimative Führer zur Jazzmusik. 1700 Künstler und Bands von den Anfängen bis heute. Metzler, Stuttgart/Weimar 1999, ISBN 3-476-01584-X.
- Leonard Feather, Ira Gitler: The Biographical Encyclopedia of Jazz. Oxford University Press, New York 1999, ISBN 0-19-532000-X.